# Мирко Милетић
Мирко Милетић (Деспотовац, 1958) српски је комуниколог. Декан је Факултета друштвених наука Универзитета Привредна академија. Као аутор и коаутор објавио је десет књига из области комуникологије и медија.

## Живот и каријера
Рођен је 1958. године у Деспотовцу. Дипломирао је на смеру Новинарство, магистрирао 1997. одбранивши тезу Комуницирање у новим медијским условима и докторирао дисертацијом Масовно комуницирање у Србији у последњој деценији XX века (2001) у научној области Комуникологија на Факултету политичких наука у Београду.

#### Области научног интересовања
- Комуникологија
- Теорије јавног мнења
- Савремени медијски системи
- Комуникационе стратегије

### Новинарство
Петнаест година био је професионални новинар. Прве текстове је објавио у „Студенту” 1980. године. Током осамдесетих писао за „Вечерње новости” и РТВ Београд. Од 1981. до 1996. године радио је у Радио-новинском предузећу „Нови пут” у Светозареву као новинар-репортер (1981—1988), главни и одговорни уредник Радио Светозарева (1988—1992), директор Радио-новинског предузећа „Нови пут”, главни уредник I и II програма Радио Јагодине и недељника „Нови пут” (1992—1996).
Био је председник Управног одбора Заједнице радио и телевизијских станица Србије (1991—1995). Аутор је заједничког вечерњег програма Удружених радио-станица Србије „Добро ти вече Србијо” (1989); коаутор ноћног – „Ово је твоја ноћ Србијо”, и јутарњег програма – „Добро ти јутро Србијо” (1990), који су на таласима 40 радио-станица у Србији емитовани више од 10 година. Аутор је монографије „Хроника поморавског радија” (1992). Покретач је Другог програма Радио Јагодине (1994) и оснивач Поморавског прес-центра (1994). Добитник је прве нагараде на 10. фестивалу радио-станица Србије 1989. године – „Емисија године”, за документарну репортажу „Прича о штрајку”, награда за информативне емисије на два претходна фестивала, као и више професионалних награда и признања.

### Рад у настави
На Факултету за културу и медије ради од 2010. године, где на основним академским студијама предаје Комуникологију и Теорије јавног мнења, на мастер академским студијама Комуникационе стратегије и Медијски систем Србије, а на докторским студијама Теорије комуникације I/II  и Савремене медијске системе. Предавао је Комуникологију и предмете из комуниколошке научне области на Учитељском факултету у Јагодини, Факултету за менаџмент малих и средњих предузећа и Академији лепих уметности у Београду, Филозофском факултету у Косовској Митровици, Факултету политичких наука у Београду, Одсеку за медијске студије Филозофског факултета у Новом Саду и Филолошком факултету у Београду. Биран је у сва сарадничка и наставничка звања: асистент-приправник (1995), асистент (1997), доцент (2001), ванредни професор (2007), редовни професор (2012).

### Приватни живот
Ожењен је супругом Весном, са којом има ћерку Невену, сина Милоша и унуку Ружицу.